# Pierre Jaquet-Droz
Pierre Jaquet-Droz (La Chaux-de-Fonds, 28 luglio 1721 – Bienne, 28 novembre 1790) è stato un orologiaio svizzero.

## Biografia
Pierre Jaquet-Droz è stato un orologiaio e inventore svizzero della fine del diciottesimo secolo. Ha vissuto a Parigi, Londra e Ginevra. Per promuovere la sua attività di orologiaio, ha progettato e costruito delle bambole animate, conosciute come automata. Tra le sue produzioni anche orologi a forma di gabbietta per uccelli meccanici. Due esemplari risalenti al 1785 e appartenuti alla regina Maria Carolina d'Asburgo, sono conservati alla Reggia di Caserta.